# Lenguas markham
Las lenguas Markham forman una familia de lenguas del golfo de Huon. Está compuesto por una docena de lenguas habladas en el valle de Ramu, el valle de Markham y los sistemas de valles asociados en las tierras bajas de las provincias de Madang y Morobe de Papua Nueva Guinea. A diferencia de casi todas las otras lenguas oceánicas occidentales de Nueva Guinea, que se hablan exclusivamente en zonas costeras, muchas lenguas markham se hablan en el interior montañoso de la provincia de Morobe, Papúa Nueva Guinea, donde están en fuerte contacto con las Lenguas trans-neoguineanas
Aunque las lenguas Markham son austronesias, han tenido mucho contacto con las lenguas papúes vecinas.
Holzknecht (1989) presenta una reconstrucción fonológica de Protomarkham y se resume a continuación.

## Idiomas
Labu (= Hapa)
Bajo MarkhamAribwaung (= Aribwaungg, Yalu), Aribwatsa† (= Lae, Lahe), Musom, Nafi (= Sirak), Duwet (= Guwot, Waing), Wampar, Silisili (Medio Watut), Maralango (Sur Watut), Dangal (Sur Watut)
Alto MarkhamAdzera (dialectos cluster: Sarasira, Sukurum), Mari, Wampur